# Kanō Motonobu
Kanō Motonobu (狩野 元信, 28 de agosto de 1476 – 5 de noviembre de 1559) fue un pintor japonés. Era miembro de la escuela de pintura Kanō. A través de sus conexiones políticas, patrocinio, organización e influencia fue capaz de hacer de la escuela Kanō lo que es hoy en día. El sistema fue responsable de la formación de la gran mayoría de los pintores durante el período Edo (1603-1868). Tras su muerte, se le denominó Kohōgen (古法眼).

## Antecedentes familiares
Se presume que la familia Kanō es descendiente de una línea de guerreros del distrito Kanō. El distrito Kanō se llama ahora Prefectura de Shizuoka. El antepasado de esta familia fue Kanō Kagenobu. Parece que era un empleado de la familia Imagawa. Se ha informado de que pintó un cuadro del Monte Fuji para una visita al shōgun Ashikaga Yoshinori en 1432. La familia Kanō dominó el mundo de la pintura desde el final del período Muromachi (1336-1573) hasta el final del período Edo (1603-1868).
Kanō Masanobu, el padre de Motonobu, fue el fundador de la escuela Kanō, quien fue el pintor oficial de la corte del shogunato Ashikaga en 1481, era un artista profesional cuyo estilo derivaba del estilo Kanga. Los descendientes de Masanobu fueron las personas que formaron la escuela Kanō. La escuela Kanō tenía pintores seculares de tinta.

## Carrera

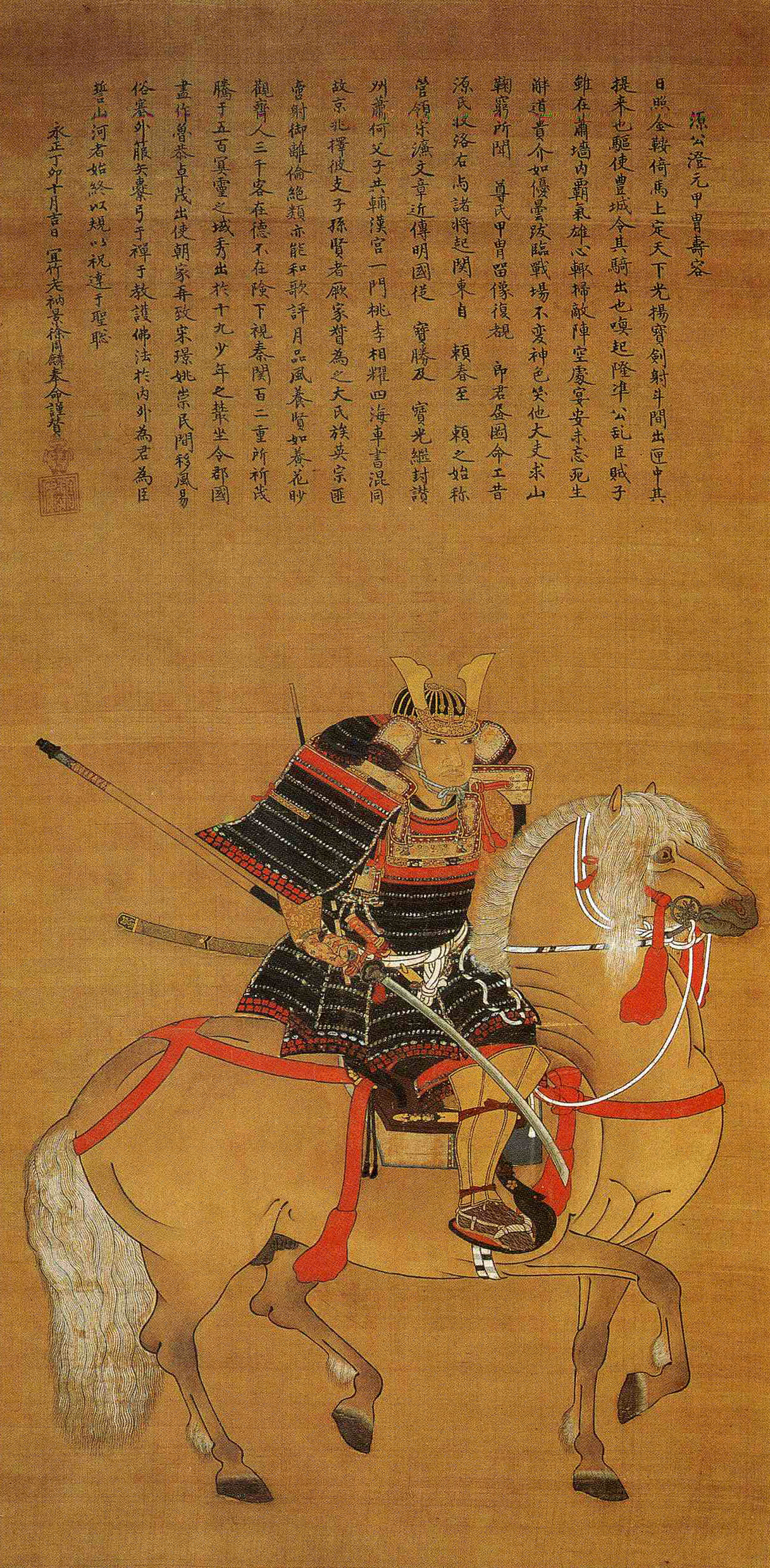
Hosokawa Sumimoto a caballo por Kanō Motonobu, 1507, Museo Eisei Bunko, Bunkyō (Tokio)

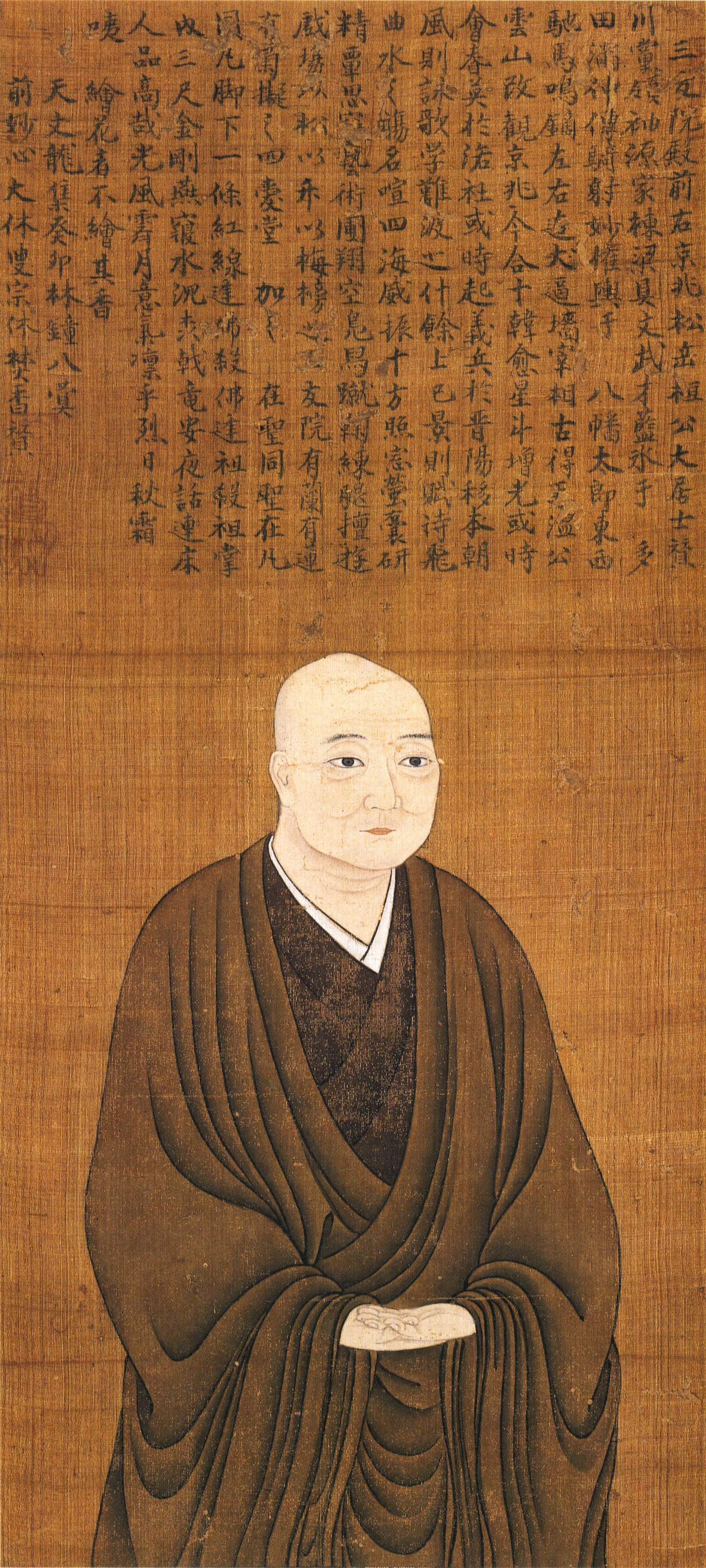
Retrato de Hosokawa Takakuni por Kanō Motonobu, 1543, Tōrin-in, Kioto.

Como Kanō Motonobu era hijo y heredero del fundador de la Escuela Kanō, Kanō Masanobu, es probable que su padre lo haya formado en Kanga (pintura a tinta de estilo chino). Inmediatamente Motonobu mostró ser una gran promesa como artista y obtuvo varios encargos de grandes mecenas desde los nueve años de edad. Tales clientes incluyen el shogunato Ashikaga, miembros de la aristocracia imperial, la clase mercantil de Kioto, y de los principales santuarios y templos de Kioto.
Uno de sus primeros contratos documentados fue para un conjunto de placas votivas (e-ma) que representaban a los Treinta y seis Inmortales de la Poesía para el santuario sintoísta de Itsukushima. Fue encargado por un grupo de comerciantes de Sakai en 1515 y las piezas se encuentran ahora en la prefectura de Hiroshima.
En la década de 1530 Motonobu se había casado con la hija del director de la escuela de pintura de Tosa, Tosa Mitsunobu, tenía tres hijos (Shōei [1519-1592], Yusetsu [1514-1562], y Joshin), y dirigía una pequeña secta de Kanō en el norte de Kyoto. El taller contiene aproximadamente diez personas[2] que contienen a Motonobu, sus tres hijos, el hermano menor de Motonobu, Yukinobu (1513-1575), y algunos ayudantes que podrían no estar relacionados con la sangre. Como Motonobu era el jefe o arquitecto principal de estas pinturas, se encargó de la contratación, producción y organización de los proyectos, mientras que seguía muy involucrado en la comercialización de su trabajo y su estudio. Conocido por su encanto e intelecto, Motonobu se convirtió en un feroz hombre de negocios, y frecuentemente solicitaba al shogun una gran cantidad de variados encargos con su colega comerciante, Hasuike Hideaki.
Sin embargo, el tiempo que pasó en el marketing no lo disuadió de sus pinturas. Como director de la escuela Kanō, tomó las habitaciones más importantes de un edificio encargado, y luego asignó a su hijo y asistentes otros proyectos basados en la jerarquía. Estos proyectos podían ser pintar sus propias habitaciones independientemente o moler pigmentos, preparar el papel, pintar el color de fondo, o simplemente rellenar grandes áreas de color. Como resultado de las habilidades de marketing de Motonobu, los encargos crecieron permitiendo que el taller y la escuela misma se expandieran.  Motonobu entrenó a su taller que estaba lleno de miembros de su familia y otros aprendices para ejecutar sus muchos diseños. El taller entrenó a otros artistas viendo trabajar al maestro pintor y enfatizó la recreación del estilo de su maestro.

## Estilo
Motonobu era conocido por su estilo monocromático chino y su característico trabajo con pincel, siendo pionero del estilo de pintura suiboku-ga (sumi-e) en Japón. Las formas eran orgánicas, naturales y llenas de dramatismo. Los encargos a Motonobu fueron diseñados generalmente para el hogar de la clase guerrera samurái, centrándose en fusuma y byōbu. Se dice que sus pinturas de estilo sumi-e se inspiran en tres maestros chinos distintos de la técnica sumi-e, Mugi Fuchang, Xia Gui y Yü Chien (c. 1230).
Aunque, era versátil en su pintura y era capaz de producir paisajes, escenarios y figuras de atrevidos patrones decorativos. Esto fue probablemente debido a que su suegro era el jefe de la escuela de Tosa, Tosa Mitsunobu, que era famoso por su resurgimiento del estilo yamato-e. Entre las obras destacadas del estilo yamato-e se incluyen un juego de pergaminos a mano Seiryō-ji no engi ("Orígenes de Seiryō-ji", 1515; Kioto, Seiryō-ji), y algunas pinturas murales de fusuma. Dominando estos dos estilos distintos, las habilidades artísticas de Motonobu podrían adaptarse para que coincidieran con su respectivo patrón y crear una fusión única de estilo chino y japonés. Esta fusión del estilo y la iconografía china con la estética japonesa es lo que ayudó a la escuela Kanō a alcanzar el estatus legendario por el que es conocida hoy en día.
También fue un maestro en caligrafía, específicamente el estilo formal conocido como shintai («nueva forma»), la forma más informal conocida como gyōsho («estilo en movimiento»), y el estilo de correr sōsho («hierba», estilo muy cursivo).

## Legado
Uno de los mayores logros de Motonobu fue la creación de una nueva técnica de pintura. Esta técnica formó la base para el estilo de la primera escuela Kanō. Se conocía como wa-kan, una mezcla de pintura japonesa y china. Esta combinación tenía la solidez espacial y las cuidadosas técnicas de pincelada del Kanga. También tenía algunas de las características del estilo Yamato, por ejemplo, la línea fina y los patrones decorativos, el uso de colores y la hoja de oro. Los paneles de las paredes que representan las aves y las flores de las Cuatro Estaciones muestran esta combinación de estilos.
Enseñó a otras generaciones todo lo que aprendió. Esto estableció cierta creatividad y flexibilidad en la escuela Kanō. La Historia de Xiang yan (Museo Nacional de Tokio) muestra el surgimiento del estilo Kanō, aunque tiene una filosofía china subyacente. Pero la figura en primer plano está activa y el plano vertical hace que la pintura sea japonesa. La pincelada y los elementos de composición también hacen que la pintura parezca distintivamente japonesa.
La escuela Kanō floreció gracias a líderes como Motonobu. Su reputación, talento y habilidades organizativas desarrolladas hicieron esto posible. Aunque la escuela fue fundada en el siglo XV, su impacto todavía se puede sentir en el arte moderno en todo el mundo.

## Obras
- Kurama-dera engi («Orígenes del templo de Kurama'; patriarcas Zen»),
- Treinta y seis poetas inmortales, 1515. Tinta de pergamino colgante sobre papel. Santuario sintoísta de Itsukushima.1513. Separado y distribuido en pergaminos colgantes, tinta y color sobre papel, 175,1 x 88,4 cm. Museo Nacional de Tokio.
- Los cuatro logros, mediados del siglo XVI. Par de biombos plegables de seis paneles; tinta y color sobre papel.
- Bo Ya toca el Qin mientras Zhong Ziqi escucha, década de 1530. Para colgar, tinta sobre papel, Imagen: 165,2 × 87 cm. En general con montaje: 271,5 × 103,7 cm. En general con perillas: 271,5 × 109,7 cm.
- Tallos de bambú, rocas y grúas, siglo XV.Tinta sobre papel.
- Bodhisattva de la compasión con túnica blanca, principios del siglo XVI. Colgante, tinta y color sobre papel, Imagen: 157,2 x 76,4 cm.  Montaje (con jiku): 256,5 x 104,1 cm. Museo de Bellas Artes de Boston , Colección Fenollosa-Weld.
- 49 Paisajes con flores y pájaros, principios del siglo XVI. Pergamino colgante, tinta y color sobre papel, Santuario sintoísta de Kioto.
- Hosokawa Sumimoto a caballo, 1507.  Rollo colgante, tinta y color sobre papel. Museo Eisei Bunko.
- Retrato de Hosokawa Takakuni, 1543. Rollo colgante, tinta y color sobre papel. Tōrin-in